# Boissey-le-Châtel
 Boissey-le-Châtel  là một xã thuộc tỉnh Eure trong vùng Normandie miền bắc nước Pháp.